# Roca Espía (Texas)
La Spy Rock (traducido literalmente como roca Espía), es un domo de granito rosado ubicado en el levantamiento de Llano (llano uplift), al sur de Fredonia en el condado de Mason, del estado de Texas. Su altura máxima es de 533 m.
Al igual que la Enchanted Rock (Roca Encantada), la Spy Rock está formada por rocas del Precámbrico medio, con una antigüedad aproximada de 1082 millones de años.
La base de la montaña es de acceso público, sin embargo, la cumbre o pico es de propiedad privada.